# Miguel Domínguez

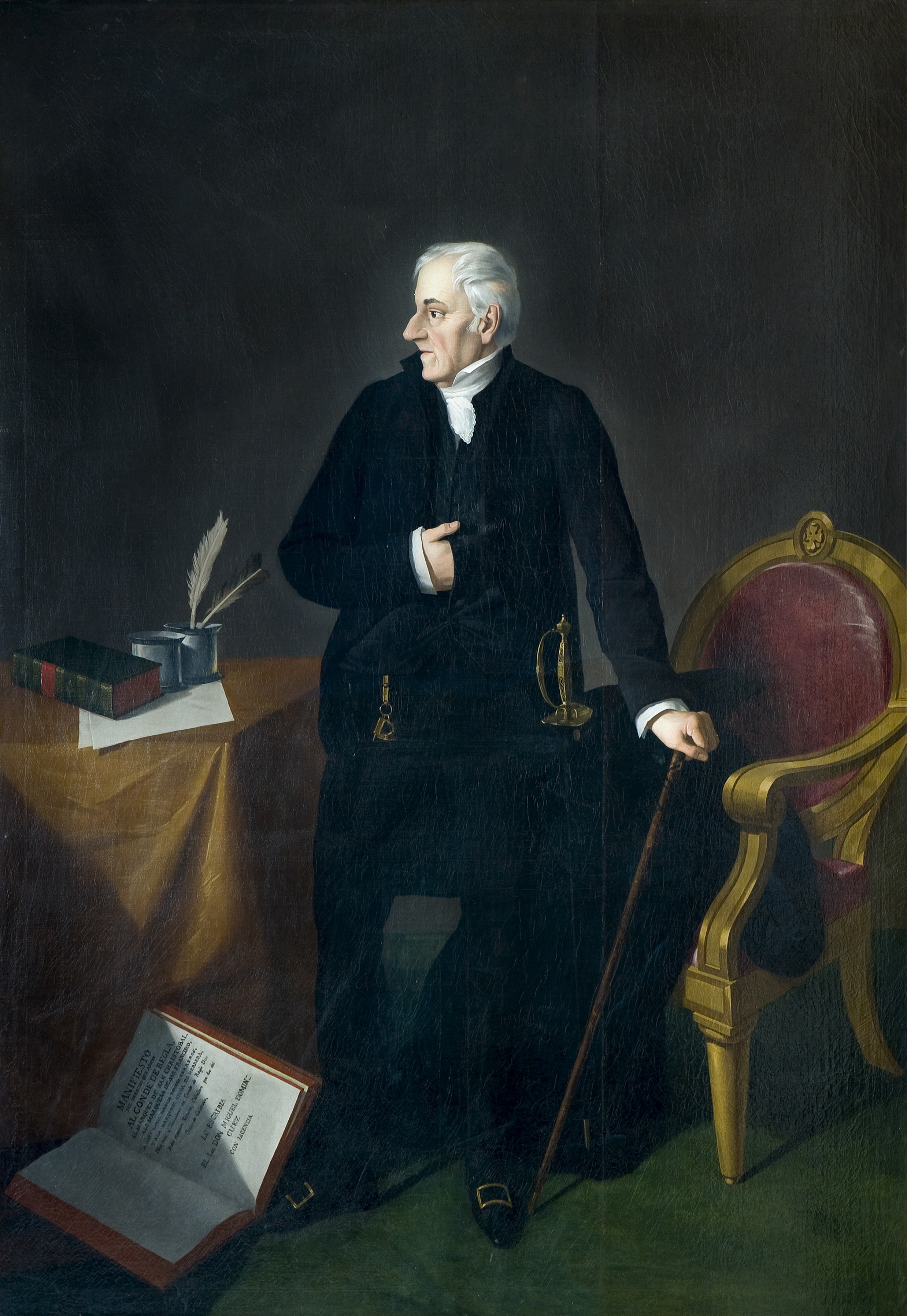
Miguel Domínguez

Miguel Ramón Sebastián Domínguez Alemán (* 20. Januar 1756 in Mexiko-Stadt, Mexiko; † 22. April 1830 ebenda) war ein mexikanischer Beamter, der beim Beginn des Mexikanischen Unabhängigkeitskrieges mitwirkte und 1823 nach dem Sturz des Kaisers Agustín de Iturbide dem Obersten Regierungsgremium Mexikos angehörte.

## Leben
Miguel Domínguez kam in Mexiko-Stadt als Sohn einer spanischen Familie zur Welt. Sein Vater, Miguel Domínguez Ginuesio, war Arzt, seine Mutter hieß Josefa Alemán Trujillo.
Miguel studierte in Mexiko Rechtswissenschaften am Colegio de San Ildefonso und schloss das Studium mit 19 Jahren mit dem Anwaltsexamen ab. Bereits mit 29 Jahren ist er Mitglied der Anwaltskammer.
1791 lernte er durch seine Lehrtätigkeit an der Mädchenschule Colegio de las Vizcaínas Josefa Ortiz kennen; die beiden verliebten sich und heirateten noch im selben Jahr.
Miguel Domínguez übernahm mehrere Ämter in der spanischen Kolonialverwaltung und arbeitete in der Finanzverwaltung, bis ihn Vizekönig Félix Berenguer de Marquina im Jahre 1802 zum corregidor (Provinzgouverneur) von Querétaro ernannte. Er setzte sich gegen die Ausbeutung und die Misshandlungen der indigenen Bevölkerung durch die Großgrundbesitzer zur Wehr.
Als 1808 der spanische König Ferdinand VII. von Napoleon Bonaparte festgehalten wurde, um Napoleons Bruder Joseph Bonaparte auf den spanischen Thron zu heben, forderte Domínguez eine von Spanien unabhängige mexikanische Regierung. Dies war eine radikale Position, die meisten Mexikaner strebten nach einer mehr oder weniger stabilen Übergangslösung, die loyal zu König Ferdinand blieb und Mexiko aus den Wirren der Napoleonischen Kriege heraushalten sollte.
In der Stadt Querétaro bildete sich in der Folgezeit unter dem Deckmantel einer literarischen Gesellschaft eine Runde von Verschwörern, die unter Federführung von Domínguez’ Frau, Josefa Ortiz de Domínguez, Pläne für einen Staatsstreich schmiedeten. Zu den geheimen Treffen kamen neben anderen Juan Aldama, Ignacio Allende, Miguel Hidalgo und etwas später auch Mariano Abasolo. Die Verschwörer planten, am 1. Oktober 1810 mit dem bewaffneten Aufstand zu beginnen. Inwieweit Domínguez in die Pläne der Verschwörer eingeweiht war und diese billigte, ist nicht bekannt.
Am 10. September 1810 wurde die Verschwörung verraten. Domínguez erhielt vom Vizekönig den Befehl, alle Verschwörer zu verhaften. Er ließ das Haus eines Verdächtigen in Querétaro durchsuchen, fand Waffen und nahm einige Verdächtige fest. Seine Frau, die er im eigenen Haus unter Bewachung der Bediensteten ließ, konnte unterdessen einen Boten nach Dolores zu Miguel Hidalgo schicken, der prompt reagierte und am 16. September 1810 mit dem Grito de Dolores die Bevölkerung hinter sich scharte und die Revolte begann, die zum Mexikanischen Unabhängigkeitskrieg wurde.
Nachdem die erste Welle des Aufstandes verpufft war und die Spanier Mexiko wieder in ihre Gewalt gebracht hatten, wurden Domínguez und seine Frau 1813 gefangen genommen. Während man Domínguez bald wieder freiließ, wurde seine Frau Josefa Ortiz nach Mexiko-Stadt ins Kloster der heiligen Theresa gebracht. Domínguez zog daraufhin ebenfalls in die Hauptstadt, um seine Frau besuchen zu können und als Anwalt ihre Verteidigung zu übernehmen.
Nach der Rückkehr von König Ferdinand stellte er ein Gnadengesuch an den Vizekönig Juan Ruiz de Apodaca. Im Juni 1817 wurde sie freigelassen, und Domínguez erhielt eine Pension.
Er trat noch einmal ins Licht der Öffentlichkeit, als im März 1823 der mexikanische Kaiser Agustín zurücktrat, um den Plan von Casa Mata der Generäle Antonio López de Santa Anna und Guadalupe Victoria umzusetzen. Bis die föderale Republik sich konstituierte und die Verfassung im Oktober verabschiedet werden konnte, regierte ein Triumvirat das Land, dem auch Miguel Domínguez angehörte.
1824 wurde er zum Vorsitzenden des Obersten Gerichtshofes der Vereinigten Mexikanischen Staaten berufen; dieses Amt hatte er bis zu seinem Tod 1830 inne.